# Cemetery Bay
Die Cemetery Bay (englisch für Friedhofsbucht) ist eine seichte Bucht an der Ostküste von Signy Island im Archipel der Südlichen Orkneyinseln. Im südwestlichen Teil der Borge Bay liegt sie unterhalb des Orwell-Gletschers.
Das UK Antarctic Place-Names Committee benannte sie 1974 nach den Gräbern von Walfängern am Ostufer der Bucht.